# Donna in carriera
Donna in carriera (Working Girl) è una sitcom americana trasmessa dalla NBC da aprile a luglio 1990.
La serie è basata sull'omonimo film del 1988, interpretato da Melanie Griffith.

## Trama
Tess McGill è una coraggiosa segretaria indipendente, che viene promossa come assistente del direttore.

## Cancellazione
La serie è stata cancellata dopo la messa in onda di 8 dei 12 episodi prodotti, a causa dei bassi ascolti.

## Episodi
La serie è composta da un totale di 12 episodi, raggruppati in una sola stagione andata in onda originariamente negli Stati Uniti da aprile a luglio del 1990.
| Stagione       | Episodi | Prima TV originale | Prima TV Italia |
| -------------- | ------- | ------------------ | --------------- |
| Prima stagione | 12      | 1990               |                 |

## Curiosità
Il personaggio di Tess McGill nel film è interpretato da Melanie Griffith già attrice affermata, mentre nella serie televisiva da Sandra Bullock che diverrà una star di rilievo negli anni a seguire.

## Sigla TV
La sigla di apertura della serie che è composta dal brano Let the River Run di Carly Simon è anche la colonna sonora del film.
Il film Una donna in carriera nominato a 6 premi Oscar ha vinto proprio quello come miglior canzone.